# Sebastian Staudhamer
Sebastian Staudhamer (* 18. Dezember 1857 in Burgkirchen am Wald, heute Tüßling; † 14. Januar 1945 in München) war ein deutscher römisch-katholischer Geistlicher, Kirchenmaler und Kunsthistoriker.

## Ausbildung
Sebastian Staudhamer studierte Philosophie und katholische Theologie im Bischöflichen Priesterseminar St. Stephan in Passau, empfing 1881 von Bischof Josef Franz von Weckert im Hohen Dom zu Passau die Priesterweihe und war anschließend fünf Jahre in der Seelsorge tätig.

## Leben und Wirken
1886 wechselte er nach München an die ehemalige Kollegiatstiftskirche und die Allerheiligen-Hofkirche, zu deren beider Vorstand als Stiftspropst er 1923 berufen wurde. Als Kirchenmaler war Staudhamer Schüler von Carl Baumeister und Max Adamo, malte Altar- und Andachtsbilder für Kirchen und Klöster sowie Porträts kirchlicher Würdenträger. 1893 gehörte er zu den Begründern der Deutschen Gesellschaft für christliche Kunst und rief die Kunstzeitschriften Die christliche Kunst (1904) und Der Pionier (1908) ins Leben. Bis 1924 fungierte er als Schriftleiter der Christlichen Kunst und gab dann das Amt an Georg Lill weiter.